# Плосконосая квадратная мозаика
| Плосконосая квадратная мозаика | Плосконосая квадратная мозаика                                         |
| ------------------------------ | ---------------------------------------------------------------------- |
|                                |                                                                        |
| Тип                            | Полуправильная мозаика                                                 |
| Конфигурация граней            | 3.3.4.3.4                                                              |
| Символ Шлефли                  | s{4,4} sr{4,4} или {\displaystyle s{\begin{Bmatrix}4\\4\end{Bmatrix}}} |
| Символ Витхоффа                | \| 4 4 2                                                               |
| Диаграммы Коксетера — Дынкина  | · или                                                                  |
| Симметрия                      | p4g, [4+,4], (4*2)                                                     |
| Симметрия вращения             | p4, [4,4]+, (442)                                                      |
| Двойственная мозаика           | Каирская пятиугольная мозаика                                          |
| Свойства                       | вершинно транзитивная                                                  |

Плосконосая квадратная мозаика — полуправильное замощение плоскости. В каждой вершине сходятся три треугольника и два квадрата. Символ Шлефли мозаики — s{4,4}.
Конвей называл эту мозаику snub quadrille (плосконосая кадриль), поскольку мозаика строится с применением операции snub (отсечения углов) к квадратной мозаике (в терминах Конвея — quadrille).
Существует 3 правильные и 8 полуправильных мозаик на плоскости.

## Однородные раскраски
Существует 2 различные однородные раскраски плосконосой квадратной мозаики. Цвета граней по индексам цвета вокруг вершины (3.3.4.3.4), 11212), 11213.
| Раскраска                     | 11212                          | 11213                            |
| Симметрия                     | 4*2, [4+,4], (p4g)             | 442, [4,4]+, (p4)                |
| Символ Шлефли                 | s{4,4}                         | sr{4,4}                          |
| Символ Витхоффа               |                                | \| 4 4 2                         |
| Диаграммы Коксетера — Дынкина | node_h · 4 · node_h · 4 · node | node_h · 4 · node_h · 4 · node_h |

## Упаковка кругов
Плосконосую квадратную мозаику можно использовать для упаковки кругов, если размещать круги одинакового диаметра с центрами в вершинах квадратов. Каждый круг соприкасается с пятью другими кругами упаковки (контактное число).

## Построение Витхоффа
Плосконосую квадратную мозаику можно построить применением операции отсечения углов к квадратной мозаике или путём частичного усечения усечённой квадратной мозаики.
Частичное усечение удаляет каждую вторую вершину, создавая треугольные грани на месте удалённых вершин и уменьшает число сторон граней наполовину. В этом случае, начиная с усечённой квадратной мозаики с двумя восьмиугольниками и одним квадратом для каждой вершины, частичное усечение превращает восьмиугольные грани в квадраты, а квадратные грани вырождаются в рёбра, в результате чего появляются 2 дополнительных треугольника на месте усечённых вершин вокруг исходного квадрата. Если исходная мозаика состоит из правильных граней, вновь образованные треугольники будут равнобедренными. Если начать с восьмиугольников, в которых чередуются длинные и короткие стороны, образуется плосконосая мозаика с равносторонними треугольными гранями.
Пример:
| Частично усечённые правильные восьмиугольники   | →(Частичное усечение) | Равнобедренные треугольники (Неоднородная мозаика) |
| Частично усечённые неправильные восьмиугольники | →(Частичное усечение) | Равносторонние треугольники                        |

## Связанные мозаики
Эта мозаика связана с удлинёнными треугольными мозаиками, которые тоже имеют три треугольника и два квадрата на одну вершину, но порядок этих элементов в вершинной фигуре другой. Плосконосую квадратную мозаику можно считать связанной с этой трёхцветной квадратной мозаикой, в которой красные и жёлтые квадраты повёрнуты (с увеличением размера), а синие квадраты искривляются до ромбов, а затем разбиваются на два треугольника.

## Связанные многогранники и мозаики
Плосконосая квадратная мозаика подобна удлинённой треугольной мозаике с вершинной конфигурацией 3.3.3.4.4 и двум 2-однородным двойственным мозаикам и двум 3-однородным двойственным мозаикам, в которых смешаны два типа пятиугольников: 
| 3.3.3.4.4 | 3.3.4.3.4 |

| Связанные мозаики из треугольников и квадратов | Связанные мозаики из треугольников и квадратов | Связанные мозаики из треугольников и квадратов |
| плосконосая квадратная мозаика                 | 2-однородные                                   | 2-однородные                                   |
| p4g, (4*2)                                     | p2, (2222)                                     | cmm, (2*22)                                    |
| ---------------------------------------------- | ---------------------------------------------- | ---------------------------------------------- |
| 3.3.4.3.4                                      | (3.3.3.4.4; 3.3.4.3.4)                         | (3.3.3.4.4; 3.3.4.3.4)                         |
| Удлинённая треугольная мозаика                 | 3- однородные                                  | 3- однородные                                  |
| cmm, (2*22)                                    | p2, (2222)                                     | p2, (2222)                                     |
| 3.3.3.4.4                                      | (3.3.3.4.4; 3.3.4.3.4)                         | (3.3.3.4.4; 3.3.4.3.4)                         |

Плосконосая квадратная мозаика является третьей в последовательности многогранников с отсечёнными вершинами и мозаик с вершинной фигурой 3.3.4.3.n.
| 4n2 симметрии плосконосых мозаик: 3.3.4.3.n | 4n2 симметрии плосконосых мозаик: 3.3.4.3.n | 4n2 симметрии плосконосых мозаик: 3.3.4.3.n | 4n2 симметрии плосконосых мозаик: 3.3.4.3.n | 4n2 симметрии плосконосых мозаик: 3.3.4.3.n | 4n2 симметрии плосконосых мозаик: 3.3.4.3.n | 4n2 симметрии плосконосых мозаик: 3.3.4.3.n | 4n2 симметрии плосконосых мозаик: 3.3.4.3.n | 4n2 симметрии плосконосых мозаик: 3.3.4.3.n |
| Симметрия 4n2                               | Сферическая                                 | Сферическая                                 | Евклидова                                   | Компактная гиперболическая                  | Компактная гиперболическая                  | Компактная гиперболическая                  | Компактная гиперболическая                  | Paracomp.                                   |
| Симметрия 4n2                               | 242                                         | 342                                         | 442                                         | 542                                         | 642                                         | 742                                         | 842                                         | ∞42                                         |
| ------------------------------------------- | ------------------------------------------- | ------------------------------------------- | ------------------------------------------- | ------------------------------------------- | ------------------------------------------- | ------------------------------------------- | ------------------------------------------- | ------------------------------------------- |
| Плосконосые мозаики                         |                                             |                                             |                                             |                                             |                                             |                                             |                                             |                                             |
| Конфиг.                                     | 3.3.4.3.2                                   | 3.3.4.3.3                                   | 3.3.4.3.4                                   | 3.3.4.3.5                                   | 3.3.4.3.6                                   | 3.3.4.3.7                                   | 3.3.4.3.8                                   | 3.3.4.3.∞                                   |
| Гиро- мозаики                               |                                             |                                             |                                             |                                             |                                             |                                             |                                             |                                             |
| Конфиг.                                     | V3.3.4.3.2                                  | V3.3.4.3.3                                  | V3.3.4.3.4                                  | V3.3.4.3.5                                  | V3.3.4.3.6                                  | V3.3.4.3.7                                  | V3.3.4.3.8                                  | V3.3.4.3.∞                                  |

Плосконосая квадратная мозаика является третьей в последовательности многогранников с отсечёнными вершинами и мозаик с вершинной фигурой 3.3.n.3.n.
| Тела с отсечёнными вершинами |            |            |            |            |            |            |            |            |
| Конфиг.                      | 3.3.2.3.2  | 3.3.3.3.3  | 3.3.4.3.4  | 3.3.5.3.5  | 3.3.6.3.6  | 3.3.7.3.7  | 3.3.8.3.8  | 3.3.∞.3.∞  |
| Повёрнытые тела              |            |            |            |            |            |            |            |            |
| Конфиг.                      | V3.3.2.3.2 | V3.3.3.3.3 | V3.3.4.3.4 | V3.3.5.3.5 | V3.3.6.3.6 | V3.3.7.3.7 | V3.3.8.3.8 | V3.3.∞.3.∞ |

| node_1 · 4 · node · 4 · node  | node_1 · 4 · node_1 · 4 · node   | node · 4 · node_1 · 4 · node  | node · 4 · node_1 · 4 · node_1   | node · 4 · node · 4 · node_1  | node_1 · 4 · node · 4 · node_1   | node_1 · 4 · node_1 · 4 · node_1    | node_h · 4 · node_h · 4 · node_h    | node · 4 · node_h · 4 · node_h   |
|                               |                                  |                               |                                  |                               |                                  |                                     |                                     |                                  |
| {4,4}                         | t{4,4}                           | r{4,4}                        | t{4,4}                           | {4,4}                         | rr{4,4}                          | tr{4,4}                             | sr{4,4}                             | s{4,4}                           |
| Uniform duals                 |                                  |                               |                                  |                               |                                  |                                     |                                     |                                  |
| node_f1 · 4 · node · 4 · node | node_f1 · 4 · node_f1 · 4 · node | node · 4 · node_f1 · 4 · node | node · 4 · node_f1 · 4 · node_f1 | node · 4 · node · 4 · node_f1 | node_f1 · 4 · node · 4 · node_f1 | node_f1 · 4 · node_f1 · 4 · node_f1 | node_fh · 4 · node_fh · 4 · node_fh | node · 4 · node_fh · 4 · node_fh |
|                               |                                  |                               |                                  |                               |                                  |                                     |                                     |                                  |
| V4.4.4.4                      | V4.8.8                           | V4.4.4.4                      | V4.8.8                           | V4.4.4.4                      | V4.4.4.4                         | V4.8.8                              | V3.3.4.3.4                          | V3.3.4.3.4                       |